# Theophrasta pendula
Theophrasta pendula là một loài thực vật có hoa trong họ Anh thảo. Loài này được (Ruiz & Pav.) Kuntze miêu tả khoa học đầu tiên năm 1891.